# Швилпер
Швилпер (њем. Schwülper) општина је у њемачкој савезној држави Доња Саксонија. Једно је од 41 општинског средишта округа Гифхорн. Према процјени из 2010. у општини је живјело 6.748 становника. Посједује регионалну шифру (AGS) 3151027.

## Географски и демографски подаци
Швилпер се налази у савезној држави Доња Саксонија у округу Гифхорн. Општина се налази на надморској висини од 64 метра. Површина општине износи 20,9 km². У самом мјесту је, према процјени из 2010. године, живјело 6.748 становника. Просјечна густина становништва износи 323 становника/km².